# روبرتا تیلر
روبرتا تِـیلر (انگلیسی: Roberta Taylor؛ ‏۲۶ فوریهٔ ۱۹۴۸ – ۶ ژوئیهٔ ۲۰۲۴) بازیگر اهل بریتانیا بود.
از فیلم‌ها یا مجموعه‌های تلویزیونی که وی در آن‌ها نقش داشته‌است، می‌توان به شکسپیر و هتوی: کارآگاه‌های خصوصی، بیگانه، شهر هالبی، پدر براون، شاهد خاموش، جادوگران، خانه نایب الملک و تام و ویو اشاره نمود.